# 유다정
유다정(湯田町)은 이와테현 중서부에 위치했으며 유다온천으로 잘 알려진 마을이다. 2005년 11월 1일에 사와우치촌과 합병해, 니시와가정이 되었다.

## 지리
기후는 오우산맥에 삼면이 둘러싸인 폭설지대에 위치하기 때문에 겨울에는 2m가 넘는 폭설이 내리고 한쪽은 아키타현의 요코테분지를 향해 열리고 있는 점이 특색이다.
또한 봄, 여름, 가을, 겨울의 사계절을 뚜렷이 인식할 수 있다.

## 역사
18,500년 전 구석기시대 다이노 유적이 마을에서 발견되고 있다.

### 연혁
- 1889년 4월 1일 : 정촌제 시행과 함께 니시와가군 유다촌이 성립하였다.
- 1896년 3월 29일 : 니시와가군, 히가시와가군과 합병해 와가군에 소속되었다.
- 1964년 8월 1일 : 정으로 승격하였다.
- 2005년 11월 1일 : 유다정과 사와우치촌이 합병해 니시와가정이 되었다.

## 교통

### 철도
- 동일본 여객철도 기타카미 선

### 도로
- 국도 107호선